# Гаужани (Арђеш)
Гаужани (рум. Găujani) насеље је у Румунији у округу Арђеш у општини Унгени. Oпштина се налази на надморској висини од 202 m.

## Становништво
Према подацима из 2002. године у насељу је живело 692 становника, од којих су сви румунске националности.